# 2015年の野球
2015年の野球（2015ねんのやきゅう）では、2015年の野球界における動向をまとめる。
2014年の野球 - 2015年の野球 - 2016年の野球

## できごと

### 1月
- 1月8日 - 【独立・ルートインBCリーグ】武蔵ヒートベアーズは前NPB埼玉西武ライオンズの小林宏之の投手コーチへの就任を発表[1]
- 1月15日 - 【独立・ルートインBCリーグ】石川ミリオンスターズは前NPB北海道日本ハムファイターズの多田野数人の投手兼投手コーチの就任を発表[2]
- 1月22日 - 【軟式野球】日本高等学校野球連盟は今年の全国高等学校軟式野球選手権大会からタイブレーク制の導入を決定[3]。
- 1月23日 - 【高校】第87回選抜高等学校野球大会の選考委員会が開かれ、出場32校が選出された。初出場は6校、最多出場は前年度優勝の京都府の龍谷大学付属平安高等学校の39度目[4]、21世紀枠で選出の愛媛県の松山東高等学校は選抜史上最長ブランクとなる82年ぶりの出場[5]
- 1月23日 - 野球殿堂博物館は平成27年度野球殿堂表彰者を発表、競技者表彰委員会プレーヤー表彰部門で古田敦也（元東京ヤクルトスワローズ捕手・監督）、特別表彰部門で現在の全国高等学校野球選手権大会創設に関わり、アマチュア野球発展に尽力した村山龍平（朝日新聞社社長・社主）、リトルリーグを創設し、少年野球の発展に尽力した林和男（日本リトルリーグ協会創設者）がそれぞれ選出された[6]

### 2月
- 2月10日 - 【独立・ルートインBCリーグ】石川ミリオンスターズは、元千葉ロッテマリーンズのフリオ・フランコの選手兼任監督就任、渡辺正人のヘッドコーチ就任を発表[7]。
- 2月26日 - 【独立・ルートインBCリーグ】富山サンダーバーズは、GRN株式会社と命名権契約を行ったことにより、チーム名称を「富山GRNサンダーバーズ」に変更したことを発表[8]。
- 2月27日 - 【独立・四国アイランドリーグplus】徳島インディゴソックスは、前NPB横浜DeNAベイスターズの牛田成樹の投手コーチへの就任を発表[9]。

### 3月
- 3月2日 - 【独立・ルートインBCリーグ】石川ミリオンスターズは、元阪神タイガースの西村憲の入団を発表[10]。
- 3月5日 - 【独立・四国アイランドリーグplus】高知ファイティングドッグスは、元ボストン・レッドソックスの林哲瑄の入団を発表[11]。
- 3月9日 - 【独立・ルートインBCリーグ】富山GRNサンダーバーズは、大家友和の入団を発表。2013年以来の復帰となる[12]。
- 3月9日 - 【独立・ルートインBCリーグ】群馬ダイヤモンドペガサスは、元横浜DeNAベイスターズのエンジェルベルト・ソト、ヘスス・メルチャン、アンヘル・カスティーヨの入団を発表[13]。
- 3月10日 - 【独立・四国アイランドリーグplus】愛媛マンダリンパイレーツに、元東京ヤクルトスワローズのラファエル・フェルナンデスと元東北楽天ゴールデンイーグルスのラファエル・ポロが入団することが発表される[14]。
- 3月21日 - 【高校】第87回選抜高等学校野球大会が甲子園で開幕。

### 4月
- 4月1日 - 【高校野球】第87回選抜高等学校野球大会決勝が行われ敦賀気比（福井県）が東海大四（北海道）を3-1で下し、福井県勢、北陸地方の高校としても春夏通じ初優勝、北信越勢としても1954年（第26回）の飯田長姫（現・飯田OIDE長姫）以来61年ぶりの優勝[15][16]。

### 5月
- 5月8日 - 【独立・ルートインBCリーグ】武蔵ヒートベアーズは監督の星野おさむが「一身上の都合」により退団したことを発表[17]。投手コーチの小林宏之が監督代行に就任した[18]。
- 5月23日 - 【大学】東京六大学野球春季リーグ戦で、東大が法大に6対4（延長10回）で勝利し、2010年秋から継続していたリーグ戦連敗記録（2引き分けを含む）を94でストップした[19]。
- 5月25日 - 【独立・ルートインBCリーグ】富山GRNサンダーバーズは、元オリックス・バファローズのタフィ・ローズと選手契約に合意し、野手コーチ兼任選手として入団することになったと発表した[20]。
- 5月25日 - 【独立・四国アイランドリーグplus】前期優勝マジックを1としていた香川オリーブガイナーズは、マジック対象チームの愛媛マンダリンパイレーツが徳島インディゴソックスに敗れたため、4期ぶりとなる前期優勝を達成[21]。

### 6月
- 6月1日 - 【独立・四国アイランドリーグplus】高知ファイティングドッグスは、前テキサス・レンジャーズの藤川球児の入団が決定したと発表した[22]。
- 6月14日 - 【独立・ルートインBCリーグ】新潟アルビレックス・ベースボール・クラブはあいづ球場でおこなわれた対福島ホープス戦に5-1で勝利し、東地区の前期優勝を達成[23]。
- 6月25日 - 【独立・BASEBALL FIRST LEAGUE】兵庫ブルーサンダーズが前期優勝[24]。
- 6月28日 - 【独立・ルートインBCリーグ】前期優勝マジックを1としていた福井ミラクルエレファンツは、マジック対象チームの信濃グランセローズが石川ミリオンスターズに敗れたため、西地区の前期優勝を達成[25]。

### 8月
- 8月6日 - 前身大会から数えて、創設100年の節目となる第97回全国高等学校野球選手権大会が、兵庫県西宮市の阪神甲子園球場で開幕[a 1]。
- 8月14日 - 【独立・四国アイランドリーグplus】高知ファイティングドッグスは、前埼玉西武ライオンズのアブナー・アブレイユの入団を発表[26]。
- 8月18日 - 【独立・ルートインBCリーグ】信濃グランセローズは、監督の岡本克道が成績不振の責任を取って退任し、総合コーチの髙橋信二が選手兼任で監督代行に就任した[27]。
- 8月20日 - 【高校野球】第97回全国高等学校野球選手権大会決勝が甲子園で行われ、東海大相模（神奈川県）が仙台育英（宮城県）を10-6で下し、1970年（第52回）以来45年ぶり2回目の優勝を達成[28][29]。
- 8月21日 - 【独立・ルートインBCリーグ】福島ホープスは、前富山GRNサンダーバーズの大家友和の入団を発表[30]。

### 9月
- 9月12日 - 【独立・四国アイランドリーグplus】後期優勝マジックを1としていた愛媛マンダリンパイレーツは土佐山田スタジアムでおこなわれた高知ファイティングドッグス戦に8-0で勝利し、2年連続となる後期優勝を達成[31]。
- 9月13日
  - 【独立・ルートインBCリーグ】東地区後期優勝マジックを1としていた福島ホープスは、伊勢崎市野球場でおこなわれた群馬ダイヤモンドペガサス戦に5-3で勝利し、東地区の後期優勝を達成[32]。
  - 【独立・ルートインBCリーグ】西地区後期優勝マジックを1としていた富山GRNサンダーバーズは、長野県営野球場でおこなわれた信濃グランセローズ戦に7-3で勝利し、西地区の後期優勝を達成[33]。
- 9月20日 - 【独立・ルートインBCリーグ】新潟アルビレックス・ベースボール・クラブが、三条市民球場でおこなわれた福島ホープスとの東地区チャンピオンシップ第3戦に3-1で勝利し、対戦成績を2勝1敗として東地区の年間優勝を達成[34]。
- 9月22日 - 【独立・ルートインBCリーグ】福井ミラクルエレファンツが、福井市スポーツ公園野球場でおこなわれた富山GRNサンダーバーズとの西地区チャンピオンシップ第3戦に6-2で勝利し、対戦成績を2勝1敗として西地区の年間優勝を達成[35]。
- 9月25日 - 【独立・ルートインBCリーグ】新潟アルビレックス・ベースボール・クラブが、みどりと森の運動公園野球場でおこなわれた福井ミラクルエレファンツとのリーグチャンピオンシップ第3戦に2-0で勝利し、対戦成績を3勝0敗として3年ぶりとなるリーグ年間総合優勝を達成[36]。
- 9月28日 - 【独立・四国アイランドリーグplus】愛媛マンダリンパイレーツは松山中央公園野球場でおこなわれた香川オリーブガイナーズとのリーグチャンピオンシップ第5戦に5-0で勝利し、対戦成績を3勝2敗として、チーム創設以来11年目で初の年間総合優勝を達成[37]。

### 10月
- 10月5日 - 【独立・BASEBALL FIRST LEAGUE】日程の関係より本年度はリーグチャンピオンシップを実施せず、前期優勝の実績と現時点での後期の成績に基づき、兵庫ブルーサンダーズを年間のリーグチャンピオンとすることを発表[38]。
- 10月9日 - 【独立・BASEBALL FIRST LEAGUE】後期優勝マジックを1としていた兵庫ブルーサンダーズは、アメニスキッピースタジアムでおこなわれた06BULLS戦に5-2で勝利し、前期に続いて優勝を達成[39]。
- 10月12日 - 【独立】愛媛マンダリンパイレーツは松山中央公園野球場でおこなわれたグランドチャンピオンシップ第5戦で新潟アルビレックス・ベースボール・クラブに3対1で勝利し、対戦成績を3勝2敗として初優勝した[40]。初戦2連敗からの逆転優勝はシリーズ史上初である。
- 10月17日 - 【大学】関西六大学野球連盟は大経大の未登録選手が出場して没収試合になり、強制的に京産大が9-0になった[41]。
- 10月26日 - 【独立・四国アイランドリーグplus】高知ファイティングドッグスは監督の弘田澄男とコーチの萩原淳の退団、および来シーズンの総監督に元阪神タイガースの江本孟紀が就任することを発表[42]。現場で指揮を執る監督は後日発表の予定とされた。
- 10月28日 - 【独立・四国アイランドリーグplus】愛媛マンダリンパイレーツの河原純一（元・中日ドラゴンズ）が現役引退を表明[43]。
- 10月29日 - 【独立・ルートインBCリーグ】群馬ダイヤモンドペガサスは、監督の川尻哲郎の退任と、野手コーチの平野謙の監督就任を発表[44]。

### 11月
- 11月19日 - 【独立・ルートインBCリーグ】信濃グランセローズは、退任した髙橋信二に代わる監督に前ロッテ・ジャイアンツコーチの本西厚博の就任を発表[45]。

### 12月
- 12月7日 - 【独立・四国アイランドリーグplus】高知ファイティングドッグスは、来季新監督に、元・横浜ベイスターズコーチの駒田徳広が就任すると発表[46]。
- 12月22日 - 【独立・四国アイランドリーグplus】高知ファイティングドッグスは、野手コーチに元・読売ジャイアンツコーチの勝呂壽統の就任を発表[47]。

## 競技結果

### 独立リーグ（日本）

#### 四国アイランドリーグplus
※四国アイランドリーグplusの結果。
|      | 前期                       | 前期 | 前期 | 前期 | 前期 | 前期 | 後期                       | 後期 | 後期 | 後期 | 後期 | 後期 |
| 順位 | 球団                       | 勝   | 敗   | 分   | 勝率 | 差   | 球団                       | 勝   | 敗   | 分   | 勝率 | 差   |
| ---- | -------------------------- | ---- | ---- | ---- | ---- | ---- | -------------------------- | ---- | ---- | ---- | ---- | ---- |
| 優勝 | 香川オリーブガイナーズ     | 21   | 9    | 4    | .700 | -    | 愛媛マンダリンパイレーツ   | 23   | 9    | 2    | .719 | -    |
| 2位  | 愛媛マンダリンパイレーツ   | 14   | 16   | 4    | .467 | 7.0  | 徳島インディゴソックス     | 17   | 14   | 3    | .548 | 5.5  |
| 3位  | 徳島インディゴソックス     | 12   | 15   | 7    | .444 | 0.5  | 香川オリーブガイナーズ     | 11   | 17   | 6    | .393 | 4.5  |
| 4位  | 高知ファイティングドッグス | 12   | 17   | 5    | .414 | 1.0  | 高知ファイティングドッグス | 13   | 21   | 0    | .382 | 1.0  |

##### リーグチャンピオンシップ
- 9月20日〜9月27日、レクザムスタジアム、四国コカ・コーラボトリングスタジアム丸亀、坊っちゃん

第1戦 香川 2 - 1 愛媛
第2戦 愛媛 5 - 4 香川
第3戦 愛媛 3 - 0 香川
第4戦 香川 2 - 1 愛媛
第5戦 愛媛 5 - 0 香川
（愛媛は初の総合優勝）

#### ベースボール・チャレンジ・リーグ
※ベースボール・チャレンジ・リーグの結果。
| 東地区 | 東地区                   | 東地区 | 東地区 | 東地区 | 東地区 | 東地区 | 東地区                   | 東地区 | 東地区 | 東地区 | 東地区 | 東地区 |
|        | 前期                     | 前期   | 前期   | 前期   | 前期   | 前期   | 後期                     | 後期   | 後期   | 後期   | 後期   | 後期   |
| 順位   | 球団                     | 勝     | 敗     | 分     | 勝率   | 差     | 球団                     | 勝     | 敗     | 分     | 勝率   | 差     |
| ------ | ------------------------ | ------ | ------ | ------ | ------ | ------ | ------------------------ | ------ | ------ | ------ | ------ | ------ |
| 優勝   | 新潟アルビレックスBC     | 23     | 11     | 3      | .676   | -      | 福島ホープス             | 20     | 13     | 3      | .606   | -      |
| 2位    | 武蔵ヒートベアーズ       | 21     | 14     | 2      | .600   | 2.5    | 新潟アルビレックスBC     | 19     | 17     | 0      | .528   | 2.5    |
| 3位    | 群馬ダイヤモンドペガサス | 16     | 17     | 4      | .485   | 4.0    | 群馬ダイヤモンドペガサス | 14     | 17     | 5      | .452   | 0.0    |
| 4位    | 福島ホープス             | 8      | 25     | 4      | .242   | 8.0    | 武蔵ヒートベアーズ       | 15     | 17     | 4      | .469   | 2.0    |

| 西地区 | 西地区                   | 西地区 | 西地区 | 西地区 | 西地区 | 西地区 | 西地区                   | 西地区 | 西地区 | 西地区 | 西地区 | 西地区 |
|        | 前期                     | 前期   | 前期   | 前期   | 前期   | 前期   | 後期                     | 後期   | 後期   | 後期   | 後期   | 後期   |
| 順位   | 球団                     | 勝     | 敗     | 分     | 勝率   | 差     | 球団                     | 勝     | 敗     | 分     | 勝率   | 差     |
| ------ | ------------------------ | ------ | ------ | ------ | ------ | ------ | ------------------------ | ------ | ------ | ------ | ------ | ------ |
| 優勝   | 福井ミラクルエレファンツ | 21     | 14     | 2      | .600   | -      | 富山GRNサンダーバーズ    | 18     | 12     | 5      | .600   | -      |
| 2位    | 信濃グランセローズ       | 18     | 16     | 3      | .529   | 2.5    | 福井ミラクルエレファンツ | 17     | 12     | 6      | .586   | 0.5    |
| 3位    | 石川ミリオンスターズ     | 16     | 19     | 2      | .457   | 2.5    | 石川ミリオンスターズ     | 15     | 19     | 1      | .441   | 4.5    |
| 4位    | 富山GRNサンダーバーズ    | 12     | 22     | 3      | .353   | 3.5    | 信濃グランセローズ       | 11     | 20     | 4      | .355   | 2.5    |

##### プレーオフシリーズ
- 東地区 第1戦9月18日（みどりと森の運動公園野球場）、第2戦9月19日（福島県営あづま球場）、第3戦9月20日（三条パール金属スタジアム）

第1戦 新潟 3 - 1 福島
第2戦 福島 1 - 0 新潟
第3戦 新潟 3 - 1 福島
- 西地区 第1戦9月19日（高岡西部総合公園野球場）、第2戦9月20日（三国運動公園野球場）、第3戦9月21日（フェニックススタジアム）

第1戦 富山 3 - 2 福井
第2戦 福井 2 - 1 富山
第3戦 福井 6 - 2 富山
- リーグチャンピオンシップ 9月22日・9月23日（フェニックススタジアム）、9月24日（みどりと森の運動公園野球場）

第1戦 新潟 5 - 3 福井
第2戦 新潟 3 - 1 福井
第3戦 新潟 2 - 0 福井
（新潟は3年ぶり2回目の総合優勝）

#### グランドチャンピオンシップ
※グランドチャンピオンシップの結果。
第1戦 新潟 3 - 2 愛媛（10月3日、柏崎市佐藤池野球場）
第2戦 新潟 1 - 0 愛媛（10月4日、三条パール金属スタジアム）
第3戦 愛媛 3 - 0 新潟（10月10日、坊っちゃんスタジアム）
第4戦 愛媛 3 - 2 新潟（10月11日、坊っちゃんスタジアム）
第5戦 愛媛 3 - 1 新潟（10月12日、坊っちゃんスタジアム）
- （愛媛は初優勝）

#### BASEBALL FIRST LEAGUE
※BASEBALL FIRST LEAGUEの結果。
|      | 前期                 | 前期 | 前期 | 前期 | 前期 | 前期 | 後期                 | 後期 | 後期 | 後期 | 後期 | 後期 |
| 順位 | 球団                 | 勝   | 敗   | 分   | 勝率 | 差   | 球団                 | 勝   | 敗   | 分   | 勝率 | 差   |
| ---- | -------------------- | ---- | ---- | ---- | ---- | ---- | -------------------- | ---- | ---- | ---- | ---- | ---- |
| 優勝 | 兵庫ブルーサンダーズ | 17   | 5    | 1    | .773 | -    | 兵庫ブルーサンダーズ | 16   | 5    | 1    | .762 | -    |
| 2位  | 06BULLS              | 10   | 12   | 2    | .455 | 7.0  | 06BULLS              | 14   | 9    | 0    | .609 | 3.0  |
| 3位  | 姫路GoToWORLD        | 6    | 16   | 1    | .273 | 4.0  | 姫路GoToWORLD        | 3    | 19   | 1    | .136 | 10.5 |

- 本年度はリーグチャンピオンシップを実施せず、兵庫を年間優勝チームに認定。

### 社会人野球
- 第86回都市対抗野球大会（7月18日～29日；東京ドーム）

優勝：日本生命（18年ぶり4回目）
- 第40回全日本クラブ野球選手権大会（9月4日～7日；西武プリンスドーム）

優勝：和歌山箕島球友会（2年ぶり3回目）
- 第41回社会人野球日本選手権大会（10月26日～11月9日；京セラドーム大阪）

優勝：日本生命（12大会ぶり3回目）

### 大学野球
- 第64回全日本大学野球選手権大会（6月8日〜14日；神宮球場、東京ドーム）

決勝 早大（東京六大学） 8-5流通経済大 （東京新大学）。
（早大は3年ぶり5回目の優勝）
- 第46回明治神宮野球大会（11月13日〜18日；神宮球場）

決勝 亜大（東都） 2-1（延長14回）早大（東京六大学）。
（亜細亜大は2年ぶり5回目の優勝）
- 各大学リーグ結果（太字は大学選手権、明治神宮大会出場権を得た大学）
  - 北海道学生野球連盟
1部春季優勝:東農大北海道オホーツク
2部春季優勝：北教大旭川校
1部秋季優勝：東農大北海道オホーツク
2部秋季優勝：北教大函館校
  - 札幌学生野球連盟
1部春季優勝：東海大北海道キャンパス
2部春季優勝：北翔大
3部春季優勝：北教大札幌校
1部秋季優勝：道都大　
2部秋季優勝：北教大岩見沢校
3部秋季優勝：北海道科学大
  - 北東北大学野球連盟
1部春季優勝：富士大
2部春季優勝：秋田大
3部春季優勝：秋田県立大
1部秋季優勝：富士大
2部秋季優勝：八戸工大
3部秋季優勝：岩手医科大
  - 仙台六大学野球連盟
春季優勝：仙台大
秋季優勝：東北福祉大
  - 南東北大学野球連盟
1部春季優勝：東日本国際大
2部春季優勝：山形大工学部
1部秋季優勝：東日本国際大
2部秋季優勝：会津大
  - 千葉県大学野球連盟
1部春季優勝：城西国際大
2部春季優勝：千葉経大
3部春季優勝：帝京平成大
1部秋季優勝：東京情報大
2部秋季優勝：千葉工大
3部秋季優勝：千葉科学大
  - 関甲新学生野球連盟
1部春季優勝：上武大
2部春季優勝：新潟医療福祉大
3部春季優勝：群馬大
1部秋季優勝：上武大
2部秋季優勝：作新学院大
3部秋季優勝：新潟大
  - 東京新大学野球連盟
1部春季優勝：流経大
2部春季優勝：駿河台大
3部春季優勝：電気通信大
4部春季優勝：国際基督教大
1部秋季優勝：創価大
2部秋季優勝：高千穂大
3部秋季優勝：日本工業大
4部秋季優勝：文京学院大
  - 東京六大学野球連盟
春季優勝：早大
秋季優勝：早大
  - 東都大学野球連盟
1部春季優勝：専大
2部春季優勝：日大
3部春季優勝：順大
4部春季優勝：上智大
1部秋季優勝：亜大
2部秋季優勝：東洋大
3部秋季優勝：学習院大
4部秋季優勝：一橋大
  - 首都大学野球連盟
1部春季優勝：東海大
2部春季優勝：明星大
1部秋季優勝：東海大
2部秋季優勝：明星大
  - 神奈川大学野球連盟
1部春季優勝：神奈川大
2部春季優勝：横浜国立大
1部秋季優勝：桐蔭横浜大
2部秋季優勝：横浜市大
  - 愛知大学野球連盟
1部春季優勝：愛院大
2部春季優勝：東海学園大
3部春季優勝：愛教大
    - 東海・北陸・愛知三連盟王座決定戦優勝：愛大

1部秋季優勝：中京大
2部秋季優勝：愛産大
3部秋季優勝：愛知学泉大
  - 東海地区大学野球連盟
    - 岐阜学生野球連盟春季優勝：中京学院大
    - 三重学生野球連盟春季優勝：皇學館大
    - 静岡学生野球連盟春季優勝：常葉大浜松キャンパス
    - 岐阜学生野球連盟秋季優勝：岐阜経済大
    - 三重学生野球連盟秋季優勝：四日市大
    - 静岡学生野球連盟秋季優勝：日大国際関係学部

  - 北陸大学野球連盟
1部春季優勝：福井工大
2部春季優勝：北陸大
1部秋季優勝：金沢学院大
2部秋季優勝：富山大
  - 関西学生野球連盟
春季優勝：立命館大
秋季優勝：立命館大
  - 関西六大学野球連盟
春季優勝：大商大
秋季優勝：大商大
  - 阪神大学野球連盟
1部春季優勝：大体大
2部東リーグ春季優勝：大阪電気通信大
2部西リーグ春季優勝：流通科学大
1部秋季優勝：天理大
2部東リーグ秋季優勝：追手門学院大
2部西リーグ秋季優勝：流通科学大
  - 近畿学生野球連盟
1部春季優勝：奈良学園大
2部春季優勝：神戸大
3部春季優勝：大阪観光大
1部秋季優勝：奈良学園大
2部秋季優勝：大阪市大
3部秋季優勝：兵庫県大
  - 京滋大学野球連盟
1部春季優勝：京都学園大
2部春季優勝：京都教育大
1部秋季優勝：京都学園大
2部秋季優勝：京都教育大
  - 広島六大学野球連盟
春季優勝：近畿大学工学部
秋季優勝：近大工学部
  - 中国地区大学野球連盟
1部春季優勝：東亜大
2部春季優勝：至誠館大
3部春季優勝：岡山理大
4部春季優勝：倉敷芸術科学大
1部秋季優勝：環太平洋大
2部秋季優勝：島根大
3部秋季優勝：尾道市大
4部秋季優勝：倉敷芸術科学大
  - 四国地区大学野球連盟
1部春季優勝：愛媛大
2部春季優勝：高知工科大
1部秋季優勝：高知大
2部秋季優勝：鳴門教育大
  - 九州六大学野球連盟
春季優勝：西南学院大
秋季優勝：九国大
  - 福岡六大学野球連盟
春季優勝：九産大
秋季優勝：九共大
  - 九州地区大学野球連盟
    - 大学選手権決定戦トーナメント：西日本工大
    - 福岡・長崎県リーグ春季優勝：近大産業理工学部
    - 大分県リーグ春季優勝：日本文理大
    - 熊本県リーグ春季優勝：崇城大
    - 宮崎県リーグ春季優勝：宮崎産経大
    - 鹿児島県リーグ春季優勝：第一工大
    - 沖縄県リーグ春季優勝：名桜大
    - 福岡・長崎県リーグ秋季優勝：近大産業理工学部
    - 大分県リーグ秋季優勝：日本文理大
    - 熊本県リーグ秋季優勝：東海大九州キャンパス
    - 宮崎県リーグ秋季優勝：宮崎産経大
    - 鹿児島県リーグ秋季優勝：第一工大
    - 沖縄県リーグ秋季優勝：沖縄大

### 高校野球
- 第87回選抜高等学校野球大会（3月21日 - 4月1日、阪神甲子園球場）

優勝：敦賀気比（福井、初優勝）
- 第97回全国高等学校野球選手権大会（8月6日 - 8月20日、阪神甲子園球場）

優勝：東海大相模（神奈川、45年ぶり2度目）
- 第60回全国高等学校軟式野球選手権大会（8月22日 - 8月26日、明石トーカロ球場）

優勝：作新学院（北関東・栃木、6年ぶり9度目）
- 第70回国民体育大会（9月27日 - 9月30日、和歌山県営紀三井寺野球場）

硬式の部優勝：東海大相模（神奈川、初優勝）
軟式の部優勝：作新学院（栃木、4年ぶり8度目）
- 第46回明治神宮野球大会高校の部（11月13日 - 11月17日、明治神宮野球場）

優勝：高松商（四国・香川、初優勝）

## 死去
- 1月13日 - 加地隆雄（元横浜ベイスターズ球団社長、横浜DeNAベイスターズ球団会長 * 1940年）[52]
- 1月18日 - 大豊泰昭（中日ドラゴンズなどに在籍した内野手、外野手。1994年のセントラル・リーグ本塁打王・打点王 *1963年）[53]
- 1月18日 - 岩下守道（読売ジャイアンツなどに在籍した内野手、外野手、投手 *1931年）[52]
- 1月21日 - 井本隆（近鉄バファローズなどに在籍した投手 *1950年）[54]
- 1月23日 - アーニー・バンクス（シカゴ・カブスに在籍した内野手。遊撃手としてナショナルリーグ本塁打王と打点王をそれぞれ2度獲得し、アメリカ野球殿堂入り *1931年）[55]
- 2月22日 - 松橋慶季（国鉄スワローズなどに在籍した捕手。また、プロ野球審判員として3,162試合に出場 *1934年）[56]
- 2月28日 - アレックス・ジョンソン（カリフォルニア・エンゼルスなどに在籍した外野手。1970年のアメリカンリーグ首位打者 *1942年）[57]
- 3月1日 - ミニー・ミノーソ（シカゴ・ホワイトソックスなどに在籍した外野手。1951年から1953年まで3年連続アメリカンリーグ盗塁王。1940-80年代までの5ディケードでプレーした選手であり、ホワイトソックスの永久欠番 *1925年）[58]
- 3月13日 - アル・ローゼン（クリーブランド・インディアンスに在籍した三塁手。1953年に打率1厘差でアメリカンリーグ三冠王を逃す *1924年）[59]
- 4月1日 - 安原達佳（読売ジャイアンツに在籍した投手、外野手 *1936年）[60]
- 4月2日 - 西村俊二（近鉄バファローズに在籍した内野手 *1947年）[61]
- 4月8日 - ホセ・カペラン（ミルウォーキー・ブルワーズなどに在籍した投手 *1981年）[62]
- 5月22日 - 宮崎剛（大阪タイガースなどに在籍した内野手。引退後は大洋ホエールズの監督を務めた *1918年）[63]
- 5月26日 - 富田勝（南海ホークスなどに在籍した内野手。法政大学時代は、同期の田淵幸一・山本浩二とともに「法政三羽がらす」と称された *1946年）[64]
- 7月8日 - 白坂長栄（大阪タイガースに在籍した内野手。引退後は阪神の二軍監督やスコアラーを務めた *1922年）[65]
- 7月14日 - 高橋一三（読売ジャイアンツ・日本ハムファイターズに在籍した投手。引退後は読売ジャイアンツと日本ハムファイターズで投手コーチを務めた *1946年）[66]
- 8月3日 - 西村貞朗（西鉄ライオンズに在籍した投手。*1934年）[67]
- 8月28日 - 小林昭仁（専修大学、拓殖大学などの元監督。* 1929年）[68]
- 9月20日 - 松原徹（日本プロ野球選手会事務局長。2004年のプロ野球再編問題の際に活躍した人物として知られる。*1957年）
- 9月22日 - ヨギ・ベラ（ニューヨーク・ヤンキースなどに在籍した捕手。アメリカ野球殿堂入り。歴代最多となる10度のワールドシリーズ制覇 *1925年）[69]
- 9月23日 - 中村勝広（阪神タイガースに在籍した内野手。引退後は阪神タイガースとオリックスバファローズで監督やGMを務めた。*1949年）[70]
- 10月16日 - 盛田幸妃（横浜ベイスターズ・大阪近鉄バファローズに在籍した投手。引退後は解説者を務めた *1969年）[71]
- 10月21日 - 池田政雄（松商学園高等学校硬式野球部の元監督。* 1934年）[68]
- 11月9日 - トミー・ハンソン（アトランタ・ブレーブスなどに在籍した投手。 *1986年）[72]
- 11月21日 - ケン・ジョンソン（ヒューストン・アストロズなどに在籍した投手。史上唯一となる、ノーヒッター達成にもかかわらず敗戦投手となった *1933年）[73]
- 12月27日 - デーブ・ヘンダーソン（オークランド・アスレチックスなどに在籍した外野手。 *1958年）[74]